# Phronia cinerascens
Phronia cinerascens es una especie de mosquito del género Phronia, categorizada en la tribu Mycetophilini, subfamilia Mycetophilinae.

## Distribución
Se distribuye por Europa: Reino Unido, Noruega, Finlandia, Estonia, Alemania, Italia, Eslovaquia, Suecia y Canadá.

## Taxonomía
Fue descrita por Winnertz en 1863.
Tratamiento taxonómico
La especie aparece registrada y publicada en Beitrag zu einer Monographie der Pilzmücken. Abh. Zool.-Bot. Ges. Wien 13: 637-964, 4 pls.